# سوني هاتشينز
سوني هاتشينز (بالإنجليزية: Sonny Hutchins)‏ هو مهندس أمريكي، ولد في 7 يناير 1997 في ريتشموند في الولايات المتحدة، وتوفي في 21 نوفمبر 2005.